# Rucas
Rucas è una stazione sciistica situata nel comune di Bagnolo in Piemonte.

## Descrizione
La località si trova a circa 1.560 m sopra la frazione Montoso nella Valle Infernotto.
Prende il nome da un caratteristico masso detto in dialetto locale rucas. Dalla località sono ben visibili la Punta Ostanetta e il Monte Friolànd. Nei pressi sono ancora attive molte cave di pietra.
Le piste vanno dai 1.520 m della località e fino a 2.000 m.